# Aviastar-Mandiri-Flug 7503
Aviastar-Mandiri-Flug 7503 (Flugnummer IATA MV7503, ICAO: VIT7503, Funkrufzeichen AVIASTAR 7503) war ein planmäßiger Inlandsflug der indonesischen Fluggesellschaft Aviastar Mandiri von Masamba nach Makassar, der am 2. Oktober 2015 während des Fluges am Berg Mount Latimojong zerschellte. An Bord der Maschine befanden sich acht Passagiere und 2 Besatzungsmitglieder, von denen niemand den Unfall überlebte. Das Flugzeugwrack wurde erst am 5. Oktober 2015 gefunden. Der Unfall war nach dem Unfall einer ATR-42 auf dem Trigana-Air-Service-Flug 257 bereits der zweite tödliche Flugunfall in Indonesien innerhalb von 2 Monaten.

## Ablauf
Alle Zeiten in UTC
Das Flugzeug hob um 6:25 Uhr in Masamba ab. Es sollte für den Flug eine Flughöhe von 8.000 Fuß wählen und auf direktem Weg nach Makassar fliegen. Um 6:36 Uhr erreichte das Flugzeug die Flughöhe von 8.000 Fuß. In rund 110 Kilometer Entfernung war ein partielle Wolkenbildung rund um die Berge Mount Bajaja und Mount Latimojong vorhanden. Die beiden Piloten diskutierten über einen Abbruch des Fluges und einer Landung in Barru, einer Stadt rund 80 Kilometer vom eigentlichen Zielflughafen Makassar entfernt. Sie konnten sich einig werden und änderten den Kurs in Richtung Barru. Einige Sekunden später wollte der Pilot mit dem Flugzeug weiter steigen. Nun bemerkten sie aber, dass das Flugzeug bereits Baumwipfel berührte. Einige Sekunden später stürzte es auf dem Gipfel des Mount Latimojong ab und ging in Flammen auf. Niemand überlebte diesen Unfall.

## Flugzeug
Das verunglückte Flugzeug war eine de Havilland Canada DHC-6 Twin Otter 300 mit dem Kennzeichen PK-BRM. Es wurde 1981 gebaut. Zum Zeitpunkt des Absturzes hatte das Flugzeug bereits 45.242 Flugstunden sowie 75.241 Starts und Landungen hinter sich. Es wurde erst im März 2015 der Fluggesellschaft Aviastar Mandiri verkauft. Zuvor war es bei verschiedenen anderen Fluggesellschaften im Einsatz. Das zweimotorige Regionalverkehrsflugzeug war mit zwei Turboproptriebwerken des Herstellers Pratt & Whitney Canada vom Typ PT6A-27 ausgestattet. Bis zum Zeitpunkt des Unfalls hatte die Maschine eine Gesamtbetriebsleistung von 45.242,8 Stunden absolviert, auf die 75.241 Starts und Landungen entfielen.

## Passagiere & Besatzungsmitglieder
An Bord des Fluges befanden sich insgesamt 10 Personen (4 Erwachsene, 1 Kind, 2 Babys sowie ein Unternehmensingenieur der Fluggesellschaft und die beiden Piloten). Der 40-jährige Flugkapitän war indonesischer Staatsbürger und gehörte der Fluggesellschaft seit dem 3. Juni 2009 an. Er verfügte über 2.911 Stunden und 58 Minuten Flugerfahrung, die er vollumfänglich in Maschinen des Typs de Havilland Canada DHC-6 Twin Otter absolviert hatte. Der 39-jährige Erste Offizier war ebenfalls indonesischer Staatsbürger und wurde am 15. Januar 2015 durch die Aviastar Mandiri eingestellt. Seine Flugerfahrung belief sich auf 4.035 Stunden und 36 Minuten, die er ebenfalls vollumfänglich in Maschinen des Typs de Havilland Canada DHC-6 Twin Otter absolviert hatte. Auf dem durchgeführten Regionalflug waren keine Flugbegleiter vorgesehen.

## Unfallursache
Als Unfallart konnte ein Controlled flight into terrain ermittelt werden, bei dem eine Flugzeugbesatzung ein uneingeschränkt steuerbares Flugzeug durch ein bewusstes Unterschreiten der Sicherheitsflughöhe und/oder wegen falscher Annahmen (etwa über die Flugposition, Flughöhe oder Geländebeschaffenheit) gegen ein Hindernis steuert. Hierzu sei es gekommen, nachdem die Besatzung von der Flugroute abgekommen war und die Risiken eines Fluges unterhalb der Sicherheitsflughöhe nicht ausreichend berücksichtigt hatte. Das Fehlen eines Ground Proximity Warning System habe ferner dazu beigetragen, dass die Besatzung die bevorstehende Kollision nicht erkannte und entsprechend keine Maßnahmen einleitete, um den drohenden Aufprall abzuwenden.